# Bogande Airport
Bogande Airport är en flygplats i Burkina Faso. Den ligger i den centrala delen av landet, 160 km öster om huvudstaden Ouagadougou. Bogande Airport ligger 301 meter över havet.
Terrängen runt Bogande Airport är platt. Närmaste större samhälle är Bogandé, 2,4 km sydost om Bogande Airport.
Trakten runt Bogande Airport består i huvudsak av gräsmarker. Runt Bogande Airport är det ganska glesbefolkat, med 47 invånare per kvadratkilometer.